# Pilea obetiifolia
Pilea obetiifolia är en nässelväxtart som beskrevs av Ellsworth Paine Killip. Pilea obetiifolia ingår i släktet pileor, och familjen nässelväxter. Inga underarter finns listade i Catalogue of Life.